# Натан Камарго дос Сантос
Натан Камарго дос Сантос (порт. Nathan Camargo dos Santos, более известный, как Натан Камарго порт. Nathan Camargo; род. 25 июля 2005, Лимейра, Сан-Паулу) — бразильский футболист, полузащитник клуба «Ред Булл Брагантино».

## Клубная карьера
Камарго — воспитанник клубов «Рио-Бранко», «Интернасьонал Лимейра» и «Ред Булл Брагантино». 14 мая 2022 года в матче против «Палмейрас» он дебютировал в бразильской Серии A в составе последних.